# Krajevna skupnost Orehek-Drulovka
Orehek-Drulovka je krajevna skupnost Mestne občine Kranj in obsega naselji Orehek in Drulovka.
Ustanovljena je bila 26. aprila 1964, za krajevni praznik pa je bil izbran dan, ko je bil 20. avgusta 1941 na Orehku ustanovljen odbor OF.
Na območju KS Orehek-Drulovka trenutno živi okrog 3000 prebivalcev.

## Povezave
- Župnija Kranj - Drulovka/Breg